# Thú y

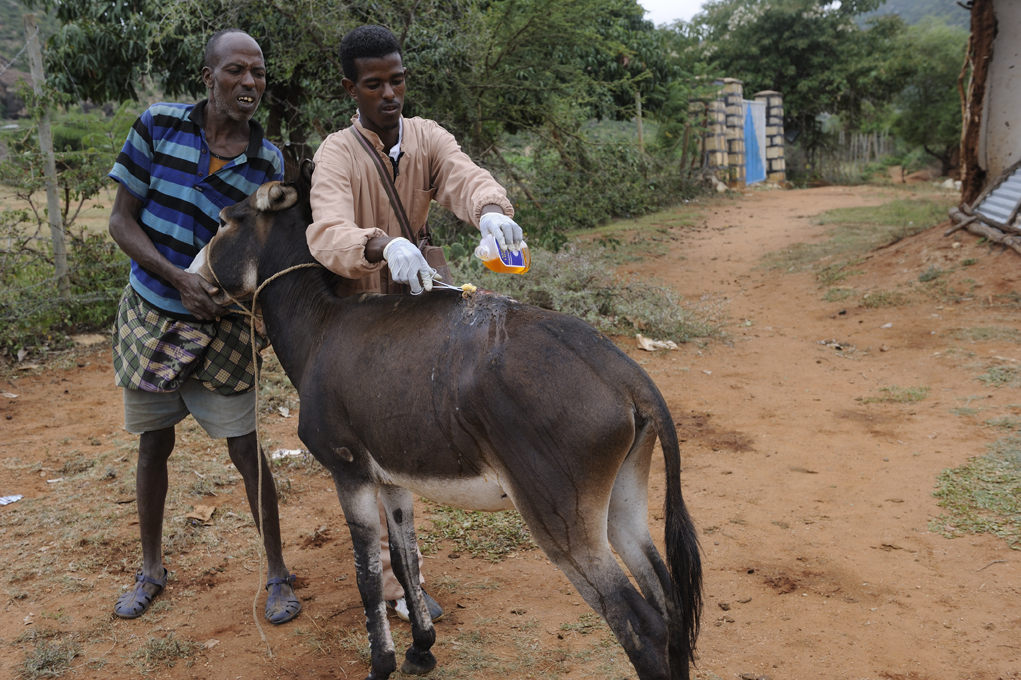

Thú y là phân ngành y học về phòng chống, chẩn đoán, chữa trị bệnh tật, rối loạn, thương tật của các động vật không phải người. Phạm vi của thú y rất rộng, bao gồm tất cả các loài động vật, cả đã thuần chủng hoặc hoang dã, với một phạm vi rộng các tình trạng có thể ảnh hưởng đến các loài khác nhau.